# Torre dei Gianfigliazzi
La Torre dei Gianfigliazzi si trova in Via Tornabuoni a Firenze, accanto alla chiesa di Santa Trinita e davanti al Palazzo Spini Feroni.

## Storia
Più che di torre si potrebbe parlare di torrione o quasi di "palagio" per la pianta spaziosa di questa struttura. Essa fu costruita per la famiglia guelfa dei Ruggerini e venne quasi totalmente abbattuto dopo la cacciata dei guelfi del 1260 (dopo la Battaglia di Montaperti). Venne ricostruita e in seguito passò ai Fastelli e, alla fine del Trecento, ai Gianfigliazzi, che ne rimase proprietaria fino all'estinzione nel 1764.
Agli inizi dell'Ottocento la torre fu usata dall'Accademia dei Nobili.
Fu pesantemente restaurato nel 1841, quando fu ricostruito il coronamento con i merli e i beccatelli a imitazione dell'antistante Palazzo Spini Feroni. In quell'epoca dovettero anche venire infittiti i piani, con l'apertura di nuove file di finestre rettangolari. Oggi ospita un albergo.

## Architettura
All'esterno si nota il rivestimento in pietra con grosse bozze squadrate di forma regolare, fino alla cornice marcapiano del primo piano. I livelli superiori presentano il più semplice filaretto. Sulla facciata si notano cinque file di finestre su altrettanti piani, le buche pontaie allineate, quattro stemmi dei Gianfigliazzi (con il leone rampante) e, sotto i beccatelli che sorreggano la merlatura di tipo "guelfo", sono ancora presenti gli stemmi delle famiglie che possedettero l'edificio in precedenza. Inoltre si possono vedere ancora i ferri antichi, usati per legare i cavalli e per sostenere torce, stendardi e quant'altro.
Al piano terra si trova una loggia a tre fornici con sei volte a crociera costolonate in laterizio, che poggiano sulle mura perimetrali e su due pilastri polilobati in pietra, rimessi in luce in un recente restauro. Oggi ospita esercizi commerciali. La scala per i piani oggi si trova nell'aggiunta a sinistra della torre, mentre anticamente era esterna, nella corte retrostante. Tra la torre e la chiesa di Santa Trinita esisteva un vicolo, otturato poi da superfetazioni, dove oggi si trova un edificio di colmo.

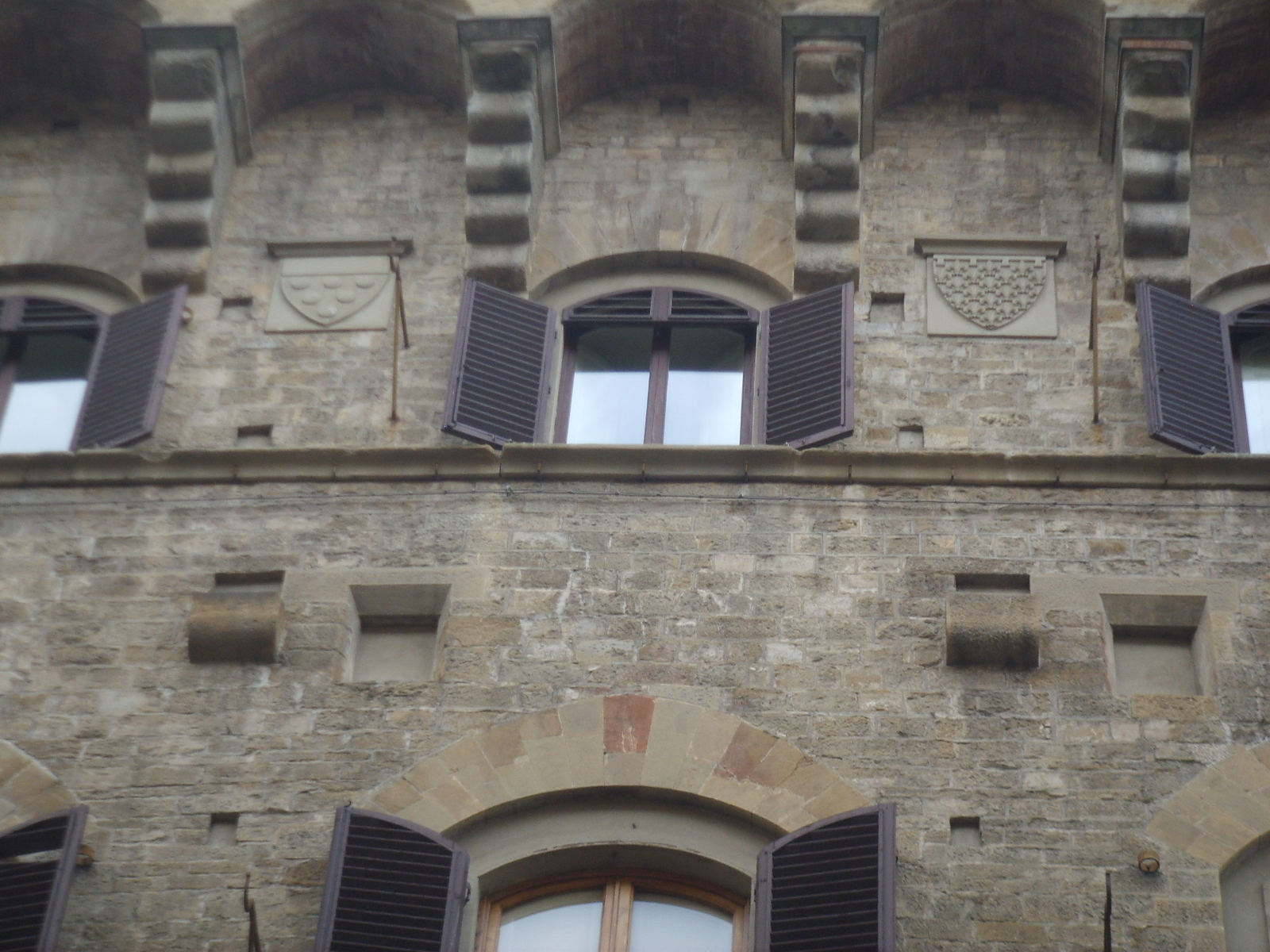
Stemmi sulla facciata
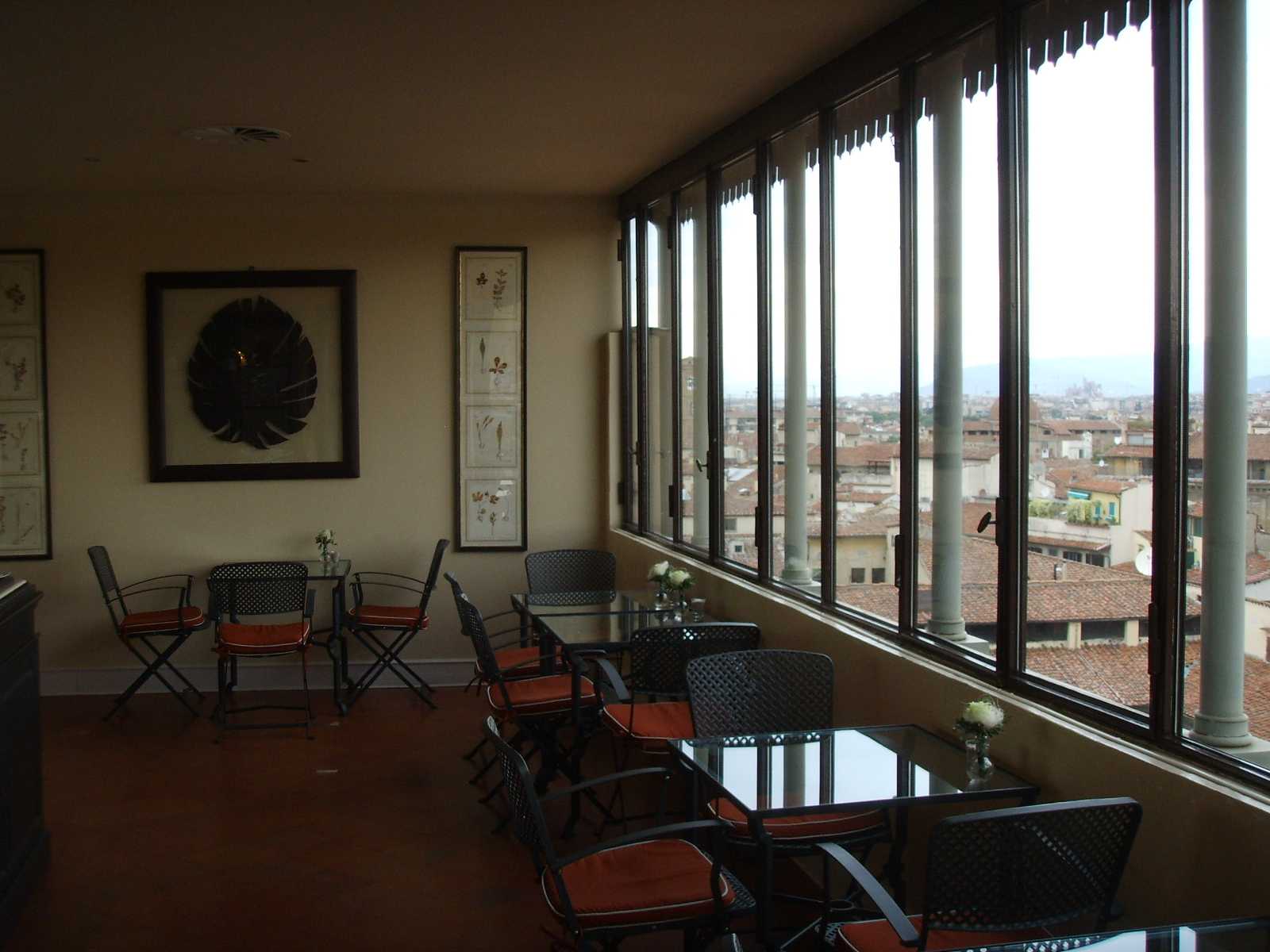
Interno
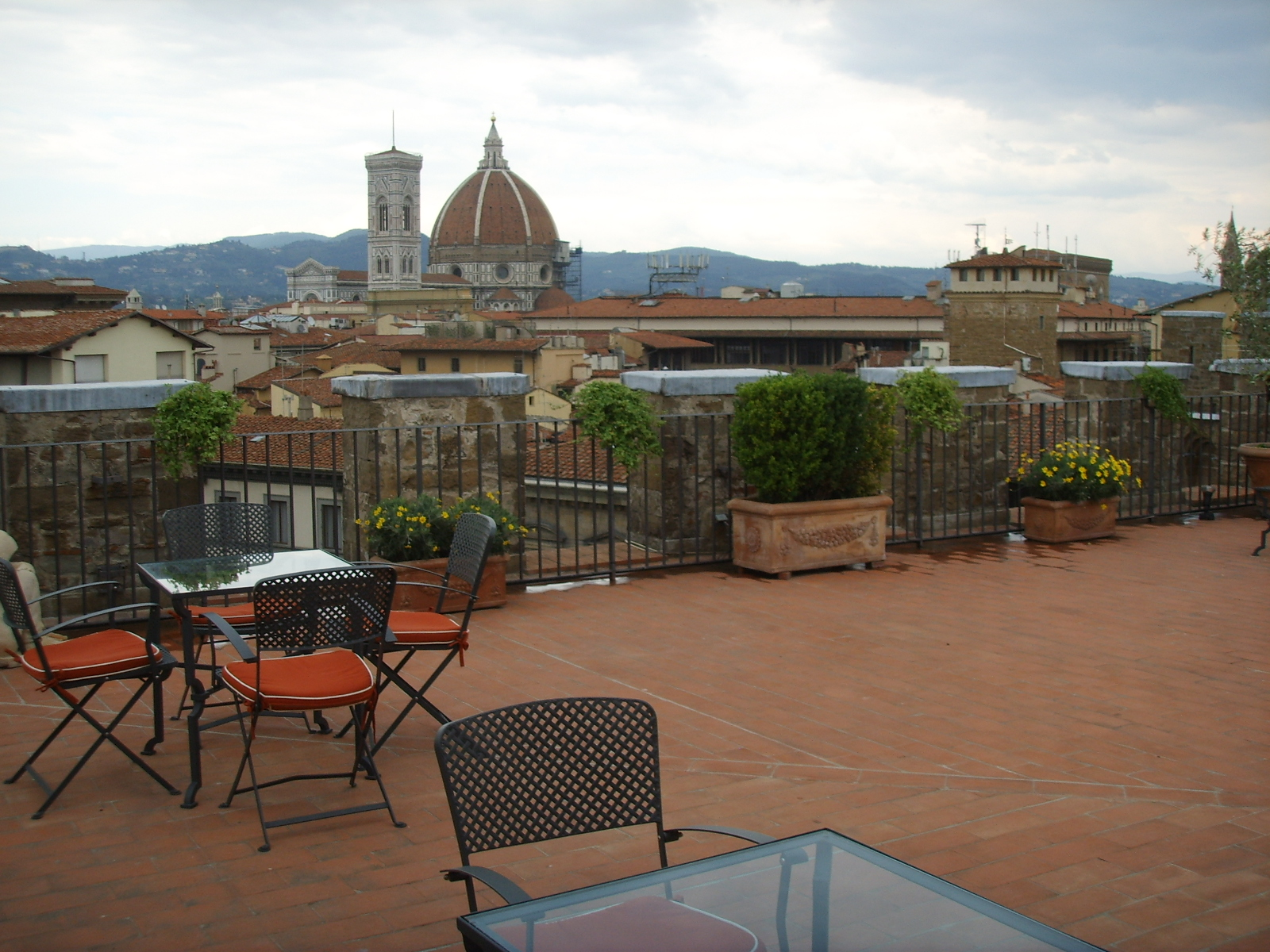
La terrazza con vista